# Rusostigma tristylii
Rusostigma tristylii là một loài côn trùng cánh nửa trong họ Aleyrodidae, phân họ Aleyrodinae.
Rusostigma tristylii được Takahashi miêu tả khoa học đầu tiên năm 1935.